# Erodium manescavi
Erodium manescavi là một loài thực vật có hoa trong họ Mỏ hạc. Loài này được Coss. mô tả khoa học đầu tiên năm 1847.

## Hình ảnh

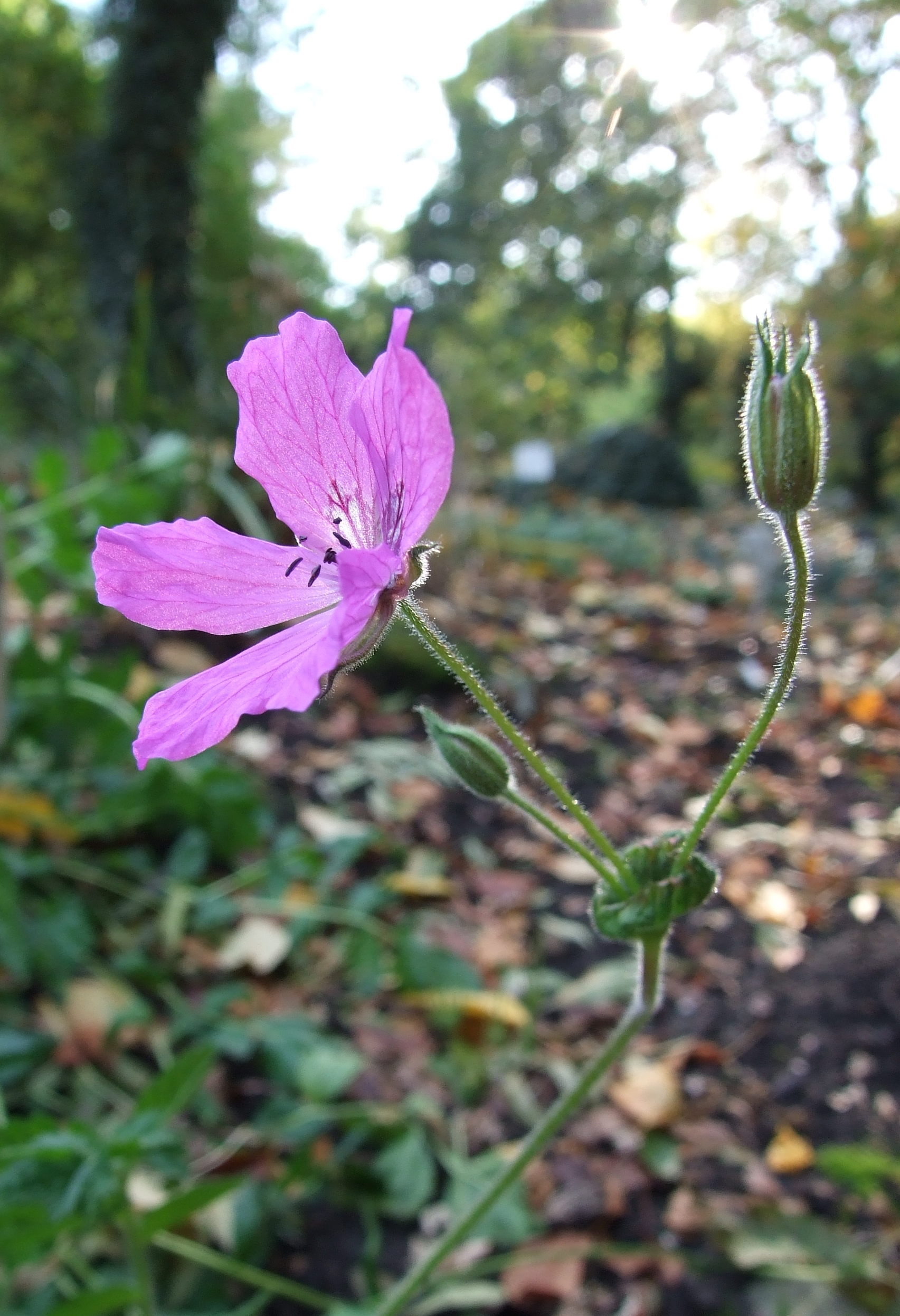
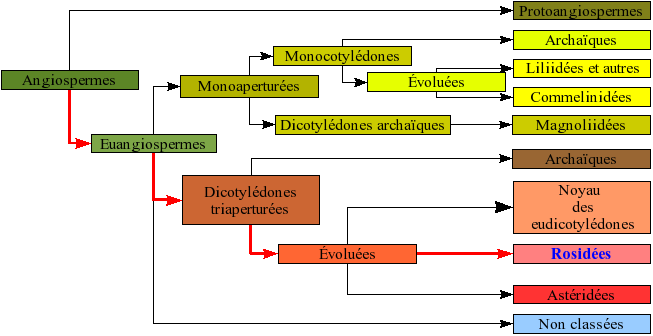
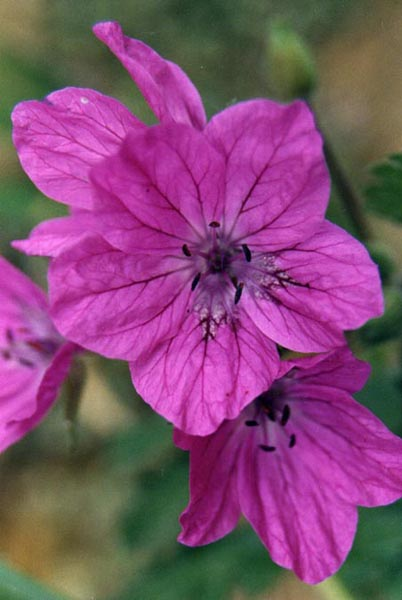
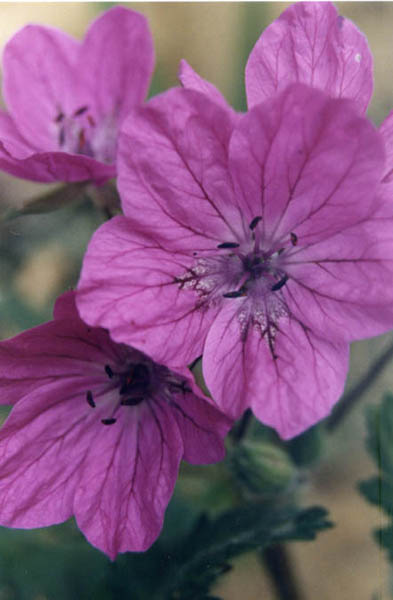